# A través de Flandes 2023
La 77.ª edición de la clásica ciclista A Través de Flandes (nombre oficial en neerlandés: Dwars door Vlaanderen) fue una carrera en Bélgica que se celebró el 29 de marzo de 2023 con inicio en la ciudad de Roeselare y final en la ciudad de Waregem sobre un recorrido de 183,7 kilómetros.
La carrera formó parte del UCI WorldTour 2023, el calendario ciclista de máximo nivel mundial profesional, siendo la decimotercera carrera de dicho circuito. El vencedor fue el francés Christophe Laporte del Jumbo-Visma y estuvo acompañado en el podio por el español Oier Lazkano del Movistar y el estadounidense Neilson Powless del EF Education-EasyPost, segundo y tercer clasificado respectivamente.

## Equipos participantes
Tomaron parte en la carrera 25 equipos: 18 de categoría UCI WorldTeam y 7 de categoría UCI ProTeam. Formaron así un pelotón de 175 ciclistas de los que acabaron 142. Los equipos participantes fueron:
| WorldTeams (18)- AG2R Citroën Team - Alpecin-Deceuninck - Astana Qazaqstan Team - Bahrain Victorious - Bora-Hansgrohe - Cofidis - EF Education-EasyPost - Groupama-FDJ - Ineos Grenadiers - Intermarché-Circus-Wanty - Jumbo-Visma - Movistar Team - Soudal Quick-Step - Arkéa-Samsic - Team DSM - Team Jayco AlUla - Trek-Segafredo - UAE Team Emirates ProTeams (7)- Bingoal WB - Israel-Premier Tech - Lotto Dstny - Q36.5 Pro Cycling Team - Team Flanders-Baloise - TotalEnergies - Uno-X Pro Cycling Team |
| |

## Clasificación final
- La clasificación finalizó de la siguiente forma:[3]

### Clasificación general
| \| Clasificación general \| Clasificación general \| Clasificación general \| Clasificación general \| Clasificación general \| \| Ciclista \| Ciclista \| Equipo \| Tiempo \| \| \| --------------------- \| --------------------- \| --------------------- \| --------------------- \| --------------------- \| \| 1.º \| Christophe Laporte \| Jumbo-Visma \| 4 h 06 min 20 s \| \| \| 2.º \| Oier Lazkano \| Movistar Team \| + 15 s \| \| \| 3.º \| Neilson Powless \| EF Education-EasyPost \| + 15 s \| \| \| 4.º \| Jasper Philipsen \| Alpecin-Deceuninck \| + 15 s \| \| \| 5.º \| Mads Pedersen \| Trek-Segafredo \| + 15 s \| \| \| 6.º \| Arnaud De Lie \| Lotto Dstny \| + 15 s \| \| \| 7.º \| Davide Ballerini \| Soudal Quick-Step \| + 15 s \| \| \| 8.º \| Andrea Pasqualon \| Bahrain Victorious \| + 15 s \| \| \| 9.º \| Guillaume Boivin \| Israel-Premier Tech \| + 15 s \| \| \| 10.º \| Nils Politt \| Bora-Hansgrohe \| + 15 s \| \| |                    |                       |                 |
| |                    |                       |                 |
| Fuente: ProCyclingStats |                    |                       |                 |
| Clasificación general |                    |                       |                 |
| Ciclista | Ciclista           | Equipo                | Tiempo          |
| 1.º | Christophe Laporte | Jumbo-Visma           | 4 h 06 min 20 s |
| 2.º | Oier Lazkano       | Movistar Team         | + 15 s          |
| 3.º | Neilson Powless    | EF Education-EasyPost | + 15 s          |
| 4.º | Jasper Philipsen   | Alpecin-Deceuninck    | + 15 s          |
| 5.º | Mads Pedersen      | Trek-Segafredo        | + 15 s          |
| 6.º | Arnaud De Lie      | Lotto Dstny           | + 15 s          |
| 7.º | Davide Ballerini   | Soudal Quick-Step     | + 15 s          |
| 8.º | Andrea Pasqualon   | Bahrain Victorious    | + 15 s          |
| 9.º | Guillaume Boivin   | Israel-Premier Tech   | + 15 s          |
| 10.º | Nils Politt        | Bora-Hansgrohe        | + 15 s          |

## Ciclistas participantes y posiciones finales
Convenciones:
- AB: Abandono
- FLT: Retiro por llegada fuera del límite de tiempo
- NTS: No tomó la salida
- DES: Descalificado o expulsado

## UCI World Ranking
La A través de Flandes otorgó puntos para el UCI World Ranking para corredores de los equipos en las categorías UCI WorldTeam, UCI ProTeam y Continental. Las siguientes tablas son el baremo de puntuación y los diez corredores que obtuvieron más puntos:
| Posición   | 1.º | 2.º | 3.º | 4.º | 5.º | 6.º | 7.º | 8.º | 9.º | 10.º | 11.º | 12.º | 13.º | 14.º | 15.º-20.º | 21.º-30.º | 31.º-50.º | 51.º-55.º | 56.º-60.º |
| Puntuación | 300 | 250 | 215 | 175 | 120 | 115 | 95  | 75  | 60  | 50   | 40   | 35   | 30   | 25   | 20        | 12        | 5         | 2         | 1         |

| Clasificación |                    |                       |        |
| Posición      | Ciclista           | Equipo                | Puntos |
| ------------- | ------------------ | --------------------- | ------ |
| 1.º           | Christophe Laporte | Jumbo-Visma           | 300    |
| 2.º           | Oier Lazkano       | Movistar              | 250    |
| 3.º           | Neilson Powless    | EF Education-EasyPost | 215    |
| 4.º           | Jasper Philipsen   | Alpecin-Deceuninck    | 175    |
| 5.º           | Mads Pedersen      | Trek-Segafredo        | 120    |
| 6.º           | Arnaud De Lie      | Lotto Dstny           | 115    |
| 7.º           | Davide Ballerini   | Soudal Quick-Step     | 95     |
| 8.º           | Andrea Pasqualon   | Bahrain Victorious    | 75     |
| 9.º           | Guillaume Boivin   | Israel-Premier Tech   | 60     |
| 10.º          | Nils Politt        | Bora-Hansgrohe        | 50     |